# Le Jardin des bêtes sauvages
Le Jardin des bêtes sauvages est le deuxième tome (sur dix romans) de la Chronique des Pasquier, écrit par Georges Duhamel et publié en 1934 au Mercure de France.
Le roman évoque le difficile apprentissage de la vie de Laurent Pasquier qui, en plein idéalisme adolescent, découvre avec stupéfaction et tristesse les multiples entorses de son père à la fidélité conjugale. Le roman évoque aussi les caractères différents de Laurent et de son frère Joseph, ainsi que les débuts prometteurs de la jeune Cécile dans le monde des interprètes de la musique classique.

## Principaux personnages
- Famille Pasquier
  - Eugène-Étienne-Raymond Pasquier, dit « Ram » : le père de famille, né en 1846.
  - Lucie-Éléonor Delahaie épouse Pasquier : la mère de famille, née en 1847.
  - Joseph : enfant du couple, né en 1875 à Nesles.
  - Ferdinand : enfant du couple, né en 1878 à Paris.
  - Laurent : enfant du couple, né en 1881 à Honfleur, narrateur de la série romanesque.
  - Cécile : enfant du couple, née en 1884 à Rouen.
  - Suzanne : enfant du couple, née en 1892 à Paris.

- Autres personnages
  - Justin Weill : meilleur ami de Laurent Pasquier.
  - Valdemar Henningsen , dit « Valdo » : musicien, répétiteur et mentor de Cécile Pasquier.
  - Solange Meesemacker : maîtresse de Raymond Pasquier.
  - Thérèse Segrédat : voisine de la famille Pasquier, courtisée par Raymond Pasquier.

## Résumé

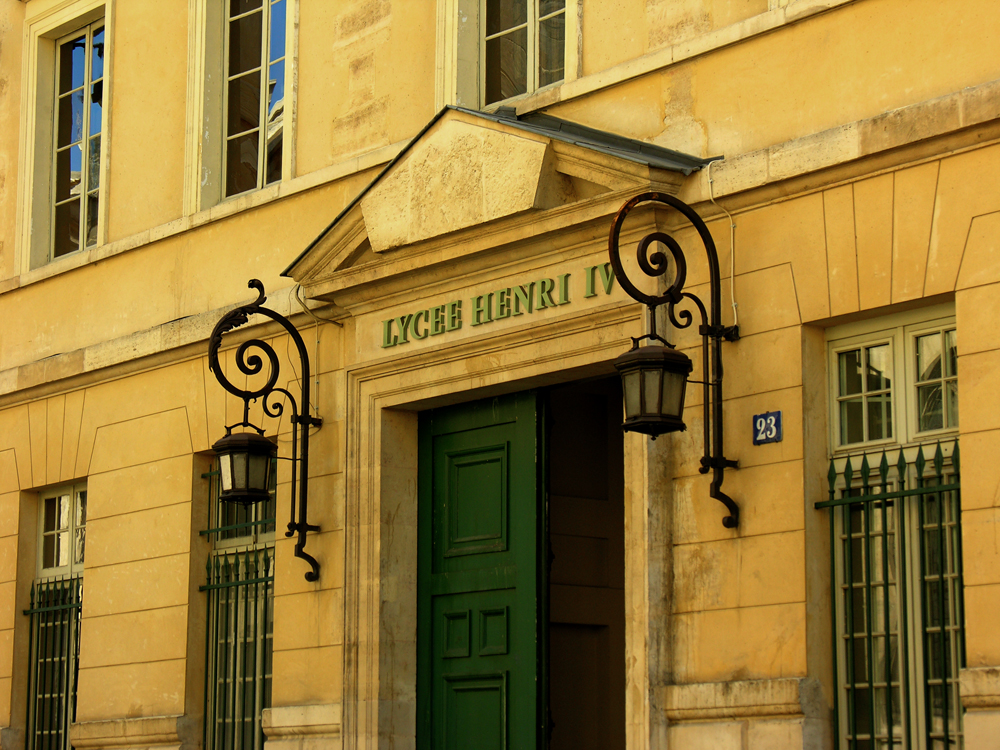
Le lycée Henri-IV à Paris.

Le roman est composé de vingt-deux chapitres.
En 1895, Laurent Pasquier a 15 ans. Il vit avec toute sa famille rue Guy-de-La-Brosse et, grâce à une bourse, fait ses études au lycée Henri-IV. Il a fait connaissance de Justin Weill, un brillant et jeune juif, qui est devenu son meilleur ami. Ensemble, ils sont en quête d'absolu : Laurent, sous l'influence de son père, admirateur de Louis Pasteur, le cherche dans les sciences et la musique ; Justin, amoureux des lettres, le trouve dans la poésie.
Le père, Raymond Pasquier, n'en finit pas d'achever sa reconversion et ses études de médecine ; Joseph le frère aîné fait son service militaire à Toul ; Ferdinand travaille et prépare des examens pour entrer dans l’administration ; Cécile, âgée de douze ans, dévoile ses talents de pianiste virtuose sous la houlette de son mentor, Valdemar Henningsen.
Maladroitement, la mère de Laurent confie un jour à celui-ci une mission délicate : se renseigner s'il y a un « monsieur Raymond Pasquier » au 18 rue de Fleurus. À cette occasion, Laurent découvre la double vie de son père avec une jeune femme, Solange Meesemacker. Le mythe paternel s'effondre brusquement pour le jeune adolescent, qui ne cessera dès lors d'être torturé par les frasques du père et meurtri de leur acceptation tacite par la mère. Il se rend chez Solange et l'exhorte à rompre la liaison avec Raymond ; la jeune femme lui assure qu'elle va faire le nécessaire. Quelques semaines plus tard, il rencontre son père en compagnie de Solange dans un bar d'une grande avenue. Suivant le couple, il comprend que Solange n'a pas mis fin à la liaison. Ivre de rage et de déception, il organise un entretien avec son père, hors de tout témoin. Il lui révèle qu'il sait tout de ses frasques et lui demande de les cesser, pour le bien de la famille et par respect pour Lucie. Raymond ne se démonte pas, nie toute atteinte à la confiance conjugale et traite son fils de niais et d'imbécile. La mise au point n'a donné aucun résultat. Quelques semaines après, Laurent propose à sa mère de quitter Raymond. Lucie rétorque qu'elle aime son mari et qu'elle sait qu'il aime époux et enfants. Elle explique qu'il est hors de question qu’elle quitte son époux, et qu'à la longue tout s'arrangera. Laurent sort totalement désappointé de cet entretien, comprenant que ses parents ont trouvé un accord tacite sur la vie privée de Raymond. Par la suite, Laurent découvrira que son père courtise aussi Thérèse Segrédat, une voisine de la famille, et apprendra par son frère Joseph que Raymond n'a jamais cessé de tromper son épouse depuis des années.
Une autre douleur naît pour Laurent l'idéaliste : Joseph se dévoile comme un homme ambitieux et vénal, n'ayant que l'argent et son gain pour seuls objectifs. L'opposition frontale entre les frères s'engage et ne cessera jamais par la suite. Le passage à l'âge adulte est ainsi brutal pour Laurent qui de toutes parts perd ses illusions sur la « pureté » de l'Homme. Le Jardin des Plantes (que Cécile, petite, appelait le « jardin des bêtes sauvages ») est le refuge du jeune homme qui grandit et se cherche.
Raymond Pasquier ayant fait des dettes — peut-être pour financer sa double-vie —, la famille a la douleur de recevoir la visite d'un huissier de justice qui procède à l'inventaire humiliant des biens du domicile dans le cadre d'une vente forcée ultérieure. Lucie Pasquier, à la demande pressante de son époux et de ses enfants, est alors dans l'obligation de vendre des titres boursiers issus de l'héritage de sa tante Coralie, récemment décédée.
Le roman se termine par le succès éclatant de Cécile qui donne son premier concert public de piano, puis par l'aveu qu'elle fait à Laurent : elle est tombée amoureuse d'un homme plus âgé qu'elle. Persuadé qu'elle évoque son ami Justin Weill, qui pour sa part nourrit de tendres sentiments à l'égard de Cécile, Laurent est stupéfait d'apprendre que sa sœur parle de Valdemar Henningsen.

## Autour du roman
Le réalisateur Jean-Daniel Verhaeghe a fait une adaptation pour la télévision de la Chronique des Pasquier sur un scénario de Joëlle Goron, intitulée Le Clan Pasquier, diffusée en juin 2007 sur France 2.
Le titre « Le Jardin des bêtes sauvages » est une expression énoncée dans la dernière phrase du chapitre 14 :
« Je prends Suzanne par la main. Une minuscule patte brûlante. Pendant deux heures, nous errons, la petite fille et moi, dans ce Jardin poudreux que Cécile enfant appelait le jardin des bêtes sauvages. »

## Éditions
- Mercure de France, 1934.
- Librairie Arthème Fayard, coll. Le livre de demain, 1947.
- Édition du Club France Loisirs, 1999  (ISBN 978-2-298-00285-0), pages 127 à 245[1].
- Éditions Omnibus, 1999  (ISBN 2-258-05143-6) et 2007  (ISBN 978-2-258-05143-0).